# 1599
1599 (MDXCIX) je bilo navadno leto, ki se je po gregorijanskem koledarju začelo na petek, po 10 dni počasnejšem julijanskem koledarju pa na ponedeljek.

## Rojstva
- 22. marec - sir Anthonis van Dyck, flamski slikar († 1641)
- 25. april - Oliver Cromwell, angleški vojskovodja, državnik († 1658)